# Ślimakowate
Ślimakowate (Helicidae) – rodzina lądowych ślimaków płucodysznych z rzędu trzonkoocznych (Stylommatophora), obejmująca największe oskorupione ślimaki Europy. Zaliczono do niej ponad 50 rodzajów ślimaków o dużym zróżnicowaniu kształtu i ubarwienia muszli. Układ rozrodczy charakteryzuje się obecnością dwóch gruczołów palczastych i woreczka strzałki miłosnej. Ślimakowate żyją kilka do kilkunastu lat. Niektóre gatunki są pozyskiwane lub hodowane w celach konsumpcyjnych. Na terenie Polski 5 gatunków podlega ochronie prawnej, w tym 2 ochronie ścisłej.

## Systematyka
Rodzina Helicidae obejmuje blisko 500 gatunków ślimaków, które sklasyfikowano w podrodzinach:
- Ariantinae Mörch, 1864
- Helicinae Rafinesque, 1815
- Murellinae P. Hesse, 1918

Dwóch rodzajów kopalnych nie sklasyfikowano w żadnej z powyższych podrodzin:
- Nanhaispira W. Yü & X.-Q. Zhang, 1982 †
- Praecampylaea Pfeffer, 1930 †

## Obecność w faunie Polski

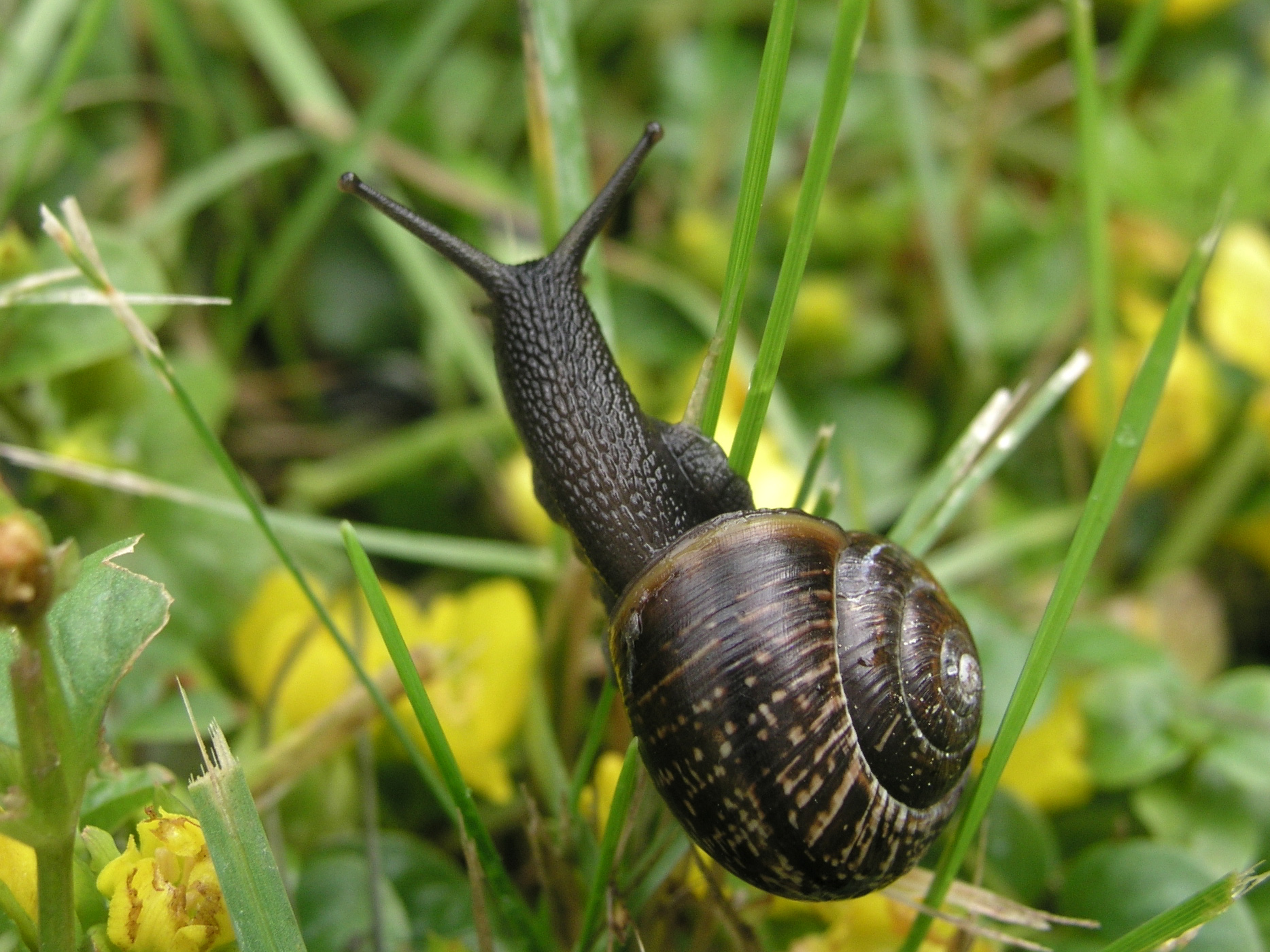
Ślimak zaroślowy (Arianta arbustorum)

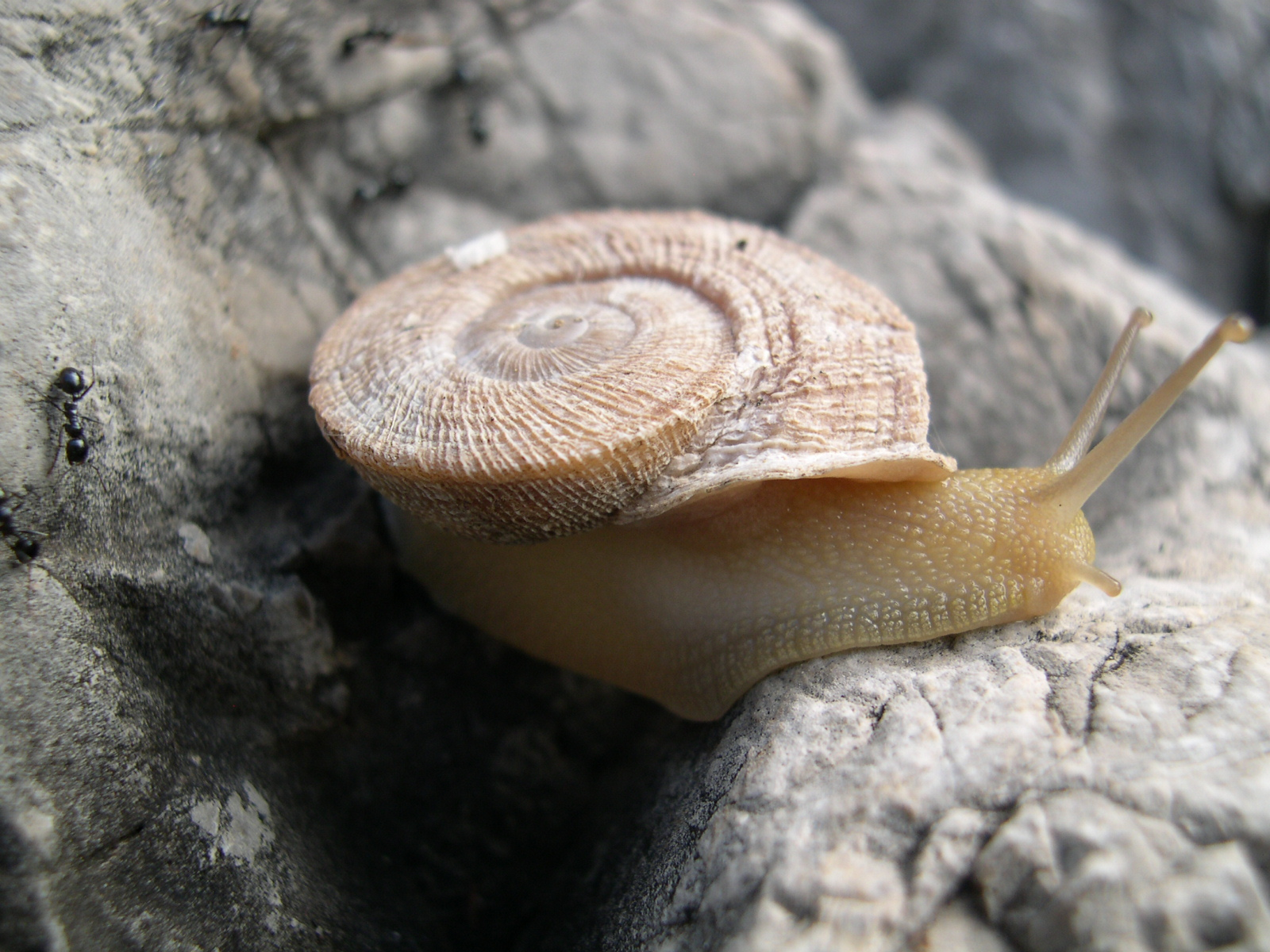
Iberus sp.

W Polsce stwierdzono występowanie 12 gatunków:
- Arianta arbustorum – ślimak zaroślowy
- Caucasotachea vindobonensis – wstężyk austriacki
- Causa holosericea
- Cepaea hortensis – wstężyk ogrodowy
- Cepaea nemoralis – wstężyk gajowy
- Faustina cingulella – ślimak tatrzański
- Faustina faustina – ślimak nadobny
- Faustina rossmaessleri – ślimak Rossmasslera
- Helicigona lapicida – ślimak ostrokrawędzisty
- Helix lutescens – ślimak żółtawy
- Helix pomatia – ślimak winniczek
- Isognomostoma isognomostomos – ślimak maskowiec